# ニール・ニティン・ムケーシュ
ニール・ニティン・ムケーシュ（Neil Nitin Mukesh (デーヴァナーガリー表記: नील नितिन मुकेश)  1982年1月15日 - ）はインドの映画俳優。

## 主な出演作品
- Johnny Gaddaar (2007年)
- Aa Dekhen Zara (2009年)
- New York (2009年)
- Lafangey Parindey (2010年)
- 7 Khoon Maaf (2011年)[2]
- Players (2012年)
- Kaththi (2014年)
- プレーム兄貴、王になる (2015年)
- Indu Sarkar (2017年)
- サーホー (2019年)